# Апполонов, Евгений Михайлович
Евге́ний Миха́йлович Апполо́нов (род. 22 августа 1954) — советский и российский учёный-кораблестроитель, специалист в области ледовой прочности судов, ректор Санкт-Петербургского государственного морского технического университета (СПбГМТУ) (2013—2016).

## Биография
В 1977 году закончил обучение в Ленинградском кораблестроительном институте.
В 1977 году поступил на работу в ЦНИИ имени академика А. Н. Крылова.
В 1982 году защитил диссертационную работу на соискание ученой степени кандидата технических наук, в 2003 году получил степень доктора технических наук.
С 1994 года — начальник сектора прочности надводных кораблей, с 2006 года — заместитель начальника отделения прочности, с 2007 года — начальник центра исследований и проектных разработок средств освоения ресурсов морей и океанов, с 2009 года — заместитель директора ФГУП Крыловский ГНЦ, с 2012 года — заместитель генерального директора.
С 2005 года по совместительству преподавал в Санкт-Петербургском государственном морском техническом университете в должности профессора кафедры конструкции судов. Входит в состав диссертационных советов СПбГМТУ и Крыловского ГНЦ.
Награждён Почетной грамотой Российского агентства по судостроению и Знаком «Почетный судостроитель».
За комплекс работ в обеспечение ледовой прочности судов в составе авторского коллектива был удостоен Премии Правительства РФ в области науки и техники за 1999 год.
С декабря 2013 года по 2016 год исполнял обязанности ректора СПбГМТУ.
С 2016 года — директор ООО «Звезда Инжиниринг».
С 2017 года — директор ЦКБ «Лазурит».

## Научная деятельность
Е. М. Апполонов является известным ученым в области проектирования и оценки прочности надводных кораблей, морских судов, судов ледового плавания и ледоколов. В последние годы его научные интересы тесно связаны с вопросами проектирования и обеспечения ледовых и мореходных качеств морских сооружений, предназначенных для освоения нефтегазовых месторождений на шельфе российских арктических и замерзающих морей. Е. М. Апполонов автор более 150 научных трудов.
Является членом Президиума и председателем секции прочности и конструкции судов НТС Российского морского регистра судоходства, член президиума ООО «РТНО судостроителей им. ак. А. Н. Крылова» (2012—2017), член Российского Национального комитета по теоретической и прикладной механике, неоднократно избирался в состав Международного конгресса по конструкции судов.

## Публикации
- Апполонов, Евгений Михайлович. Ледовая прочность судов, предназначенных для круглогодичной арктической навигации : монография : учебное пособие для студентов, обучающихся по направлению подготовки «Кораблестроение, океанотехника и системотехника объектов морской инфраструктуры» / М-во образования и науки Российской Федерации, Федеральное гос. бюджетное образовательное учреждение высш. образования «Санкт-Петербургский гос. морской технический ун-т». — Санкт-Петербург : СПбГМТУ, 2016. — 287 с. : ISBN 978-5-88303-559-2
- Апполонов Е. М., Платонов В. В., Тряскин В. Н. Развитие методов определения ледовых нагрузок и требований к конструкциям ледовых усилений // Арктика: экология и экономика. — 2020 — № 1(37). — С. 65-81. — DOI: 10.25283/2223-4594-2020-1-65-81.